# Euderces cleriformis
Euderces cleriformis är en skalbaggsart som först beskrevs av Bates 1885. Euderces cleriformis ingår i släktet Euderces och familjen långhorningar.
Artens utbredningsområde är:
- Costa Rica.
- Panama.

Inga underarter finns listade i Catalogue of Life.